# 랜드레스-세브식 방정식
전기화학에서 랜드레스-세브식 방정식(영어: Randles–Sevcik equation)은 순환 전압전류법 실험에서 피크 전류 (ip)에 대한 주사 속도의 영향을 설명한다. 반응이 전기화학적으로 가역적이고, 생성물과 반응물이 모두 용해되는 간단한 산화·환원 반응 (예: 페로센/페로세늄 쌍)의 경우, ip는 전기활성 종의 농도 및 확산 특성뿐만 아니라 주사 속도에도 의존한다.
{\displaystyle i_{p}=0.4463\ nFAC\left({\frac {nFvD}{RT}}\right)^{\frac {1}{2}}}
또는 용액이 25°C일 경우:
{\displaystyle i_{p}=2.69\times 10^{5}\ n^{3/2}AC{\sqrt {Dv}}}
- ip = 전류 최대값 (암페어)
- n = 산화·환원 반응에서 전달된 전자 수 (일반적으로 1)
- A = 전극 면적 (cm2)
- F = 패러데이 상수 (C mol−1)
- D = 확산 계수 (cm2/s)
- C = 농도 (mol/cm3)
- ν = 주사 속도 (V/s)
- R = 기체 상수 (J K−1 mol−1)
- T = 온도 (K)
- 2.69×105 값을 갖는 상수의 단위는 C mol−1 V−1/2이다.

전기화학 초보자에게 이 방정식의 예측은 직관에 반하는 것처럼 보인다. 즉, ip가 빠른 전압 주사 속도에서 증가한다는 것이다. 전류 i는 단위 시간당 전하(또는 통과한 전자)라는 점을 기억하는 것이 중요하다. 순환 전압전류법에서 전극을 통과하는 전류는 전극 표면으로 종이 확산되는 것에 의해 제한된다. 이 확산 유량은 전극 근처의 농도 기울기에 영향을 받는다. 농도 기울기는 전극에서의 종의 농도와 종이 용액을 통해 얼마나 빨리 확산될 수 있는지에 의해 영향을 받는다. 전지 전압을 변경함으로써 네른스트 식에 따라 전극 표면의 종 농도도 변경된다. 따라서 더 빠른 전압 스위프는 전극 근처에서 더 큰 농도 기울기를 유발하여 더 높은 전류를 발생시킨다.

## 유도
이 방정식은 다음 지배 방정식과 초기/경계 조건을 사용하여 유도된다.
{\displaystyle {\frac {\partial C_{O}}{\partial t}}=-D_{O}{\frac {\partial C_{O}^{2}}{\partial x^{2}}}}
{\displaystyle C_{O}(x,0)=C_{O}^{*}}
{\displaystyle \lim _{x\rightarrow \infty }C_{O}(x,t)=C_{O}^{*}}
{\displaystyle {\frac {\partial C_{R}}{\partial t}}=-D_{R}{\frac {\partial C_{R}^{2}}{\partial x^{2}}}}
{\displaystyle C_{R}(x,0)=C_{R}^{*}}
{\displaystyle \lim _{x\rightarrow \infty }C_{R}(x,t)=C_{R}^{*}}
{\displaystyle D_{O}\left({\frac {\partial C_{O}}{\partial x}}\right)_{x=0}+D_{R}\left({\frac {\partial C_{R}}{\partial x}}\right)_{x=0}=0}
{\displaystyle E=E_{i}+vt=E^{0'}+{\frac {RT}{nF}}ln\left({\frac {C_{O}(0,t)}{C_{R}(0,t)}}\right)}
- {\displaystyle x} = 평면 전극으로부터의 거리 (cm)
- {\displaystyle t} = 시간 (초)
- {\displaystyle E} = 전극 전위 (볼트)
- {\displaystyle E_{i}} = 전극의 초기 전위 (볼트)
- {\displaystyle E^{0'}} = 산화된 ({\displaystyle O}) 종과 환원된 ({\displaystyle R}) 종 사이의 반응에 대한 형식 전위

## 사용
이 방정식에 의해 정의된 관계를 사용하여 전기활성 종의 확산 계수를 결정할 수 있다. ip 대 ν1/2의 선형 플롯과 ν에 의존하지 않는 피크 전위(Ep)는 전기화학적으로 가역적인 산화·환원 과정을 증명한다. 확산 계수가 알려져 있거나(또는 추정될 수 있는) 종의 경우, ip 대 ν1/2 플롯의 기울기는 산화·환원 과정의 화학량론, 분석물의 농도, 전극의 면적 등에 대한 정보를 제공한다.
더 일반적인 조사 방법은 로그 스케일 x축에서 주사 속도의 함수로 피크 전류를 플롯하는 것이다. 편차는 쉽게 감지할 수 있으며 더 일반적인 맞춤 공식
{\displaystyle j_{max}^{\,ox,red}=j_{0}+A\cdot {\bigg (}{\frac {scan\,rate}{mV/s}}{\bigg )}^{x}}
를 사용할 수 있다.
이 방정식에서 {\displaystyle j_{0}{}}는 평형 전위 {\displaystyle E_{0}}에서 제로 주사 속도에서의 전류이다. 전기화학 실험실 실험에서 {\displaystyle j_{0}{}}는 작을 수 있지만, 요즘에는 현대 장비로 쉽게 모니터링할 수 있다. 예를 들어 부식 과정은 사라지지 않지만 여전히 감지 가능한 {\displaystyle j_{0}{}}를 유발할 수 있다. {\displaystyle j_{0}<<A}이고 x가 0.5에 가까울 때 랜드레스-세브식에 따른 반응 메커니즘을 할당할 수 있다.
이러한 종류의 반응 메커니즘의 예는 흑연 전극에서 고농도 (1M) 배경 용액 {\displaystyle \mathrm {KNO_{3}} }에서 분석물 (각 종 5mM 농도)로 {\displaystyle \mathrm {Fe^{3+}/Fe^{2+}} } 종의 산화·환원 반응이다.

주사 속도(x축, 로그 스케일)의 함수로서 산화 및 환원 피크 전류. 순환 전압전류법의 순환 전압전류도 상세. 데이터는 GitHub에서 확인 가능.

모든 맞춤 매개변수를 포함한 더 자세한 플롯은 여기에서 볼 수 있다.

## 같이 보기
- 베르진스-델라헤이 방정식
- 랜드레스-세브식 방정식 사용을 위한 온라인 계산기:http://www.calctool.org/CALC/chem/electrochem/cv1